# 窄叶野草香
窄叶野草香（学名：Elsholtzia cyprianii var. angustifolia）为唇形科香薷属下的一个变种。

## 扩展阅读
- 維基物種上的相關：窄叶野草香